# 圣乌尔苏拉
圣乌尔苏拉（西班牙語：Santa Úrsula），是西班牙加那利群岛圣克鲁斯-德特内里费省的一个市镇。总面积22.59平方公里，总人口14296人（2014年），人口密度633人/平方公里。

## 人口
| 圣乌尔苏拉             |
|                        |
| 来源：加那利群岛统计局 |

## 图集

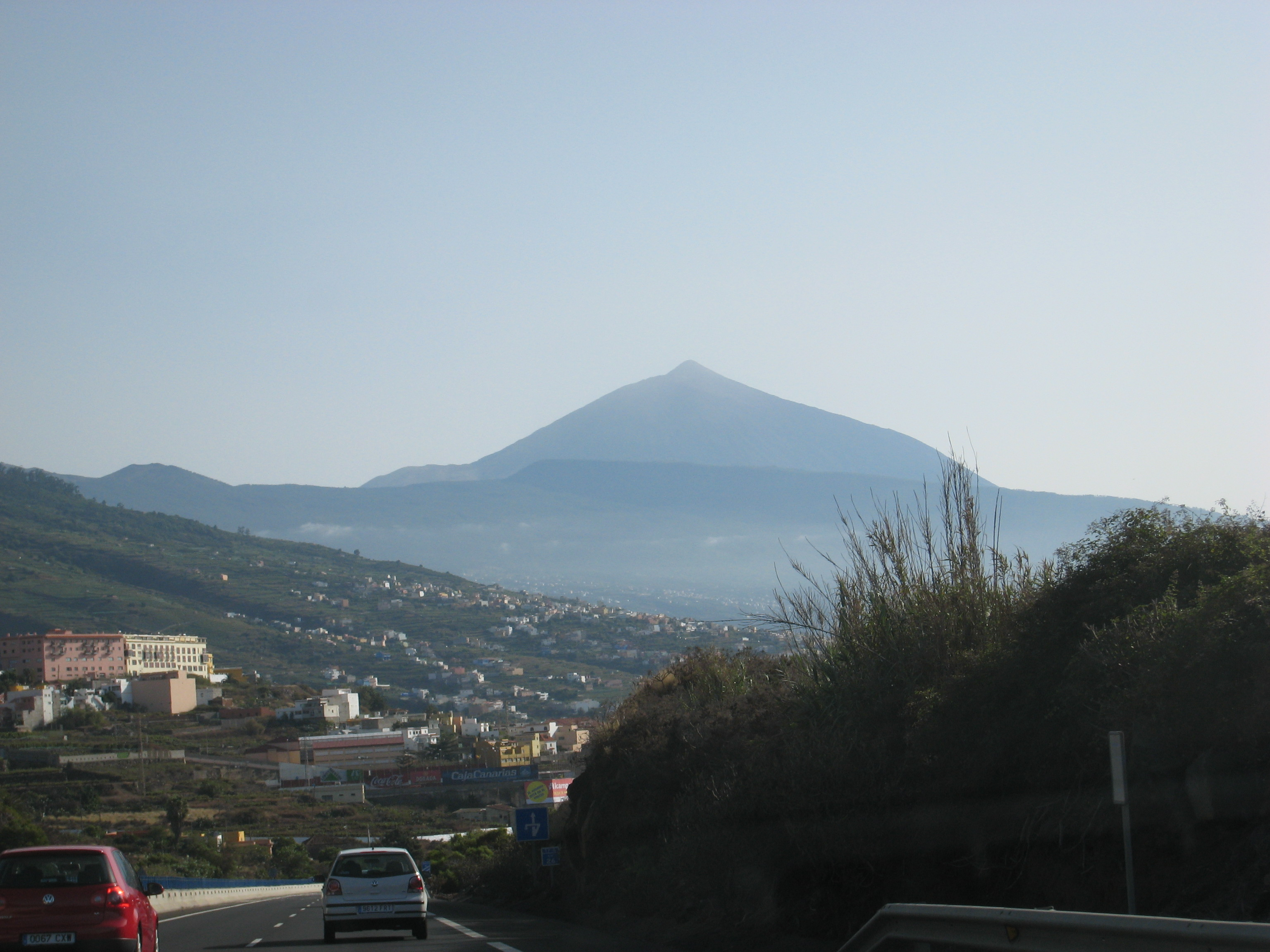
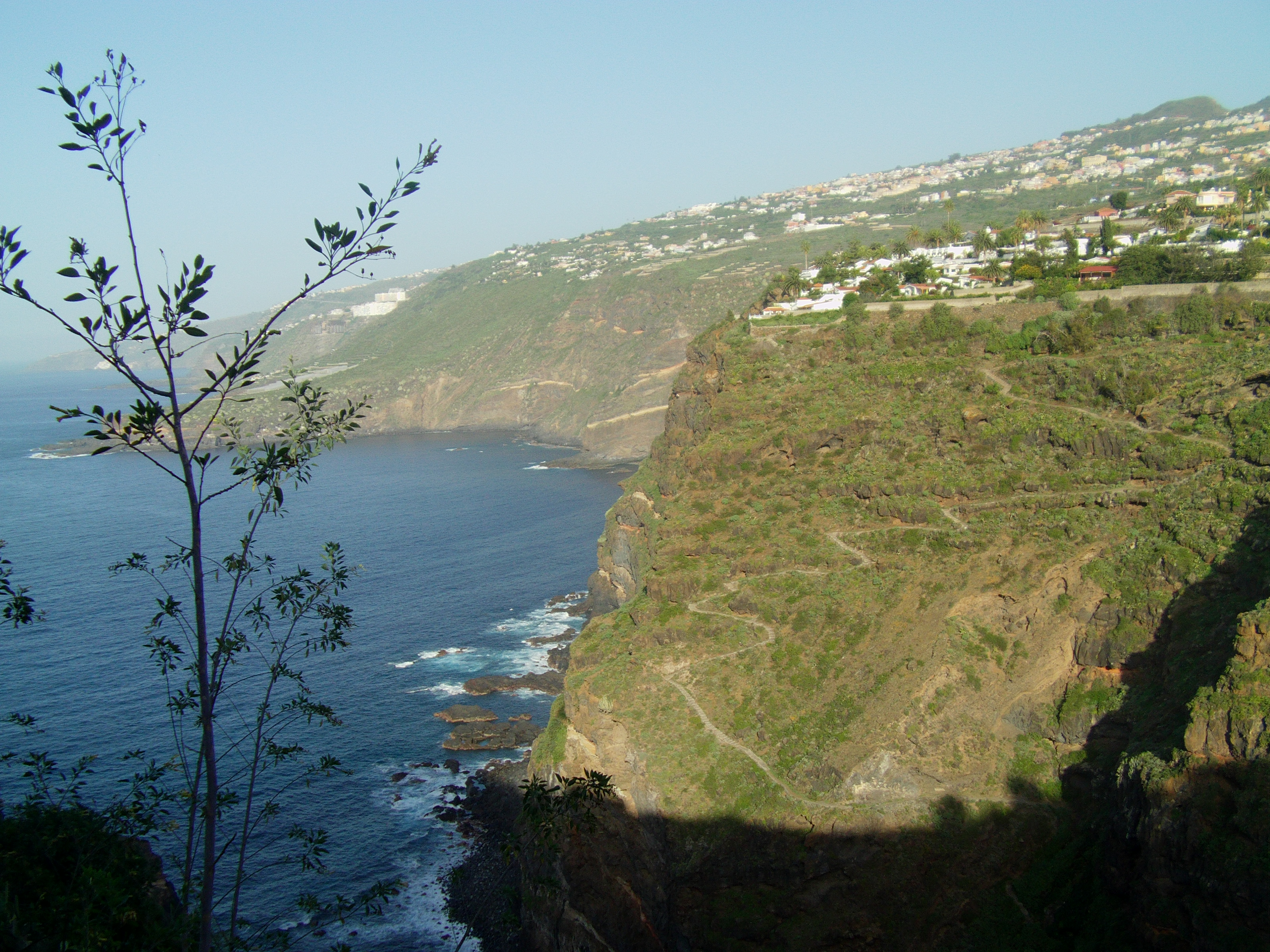
海岸
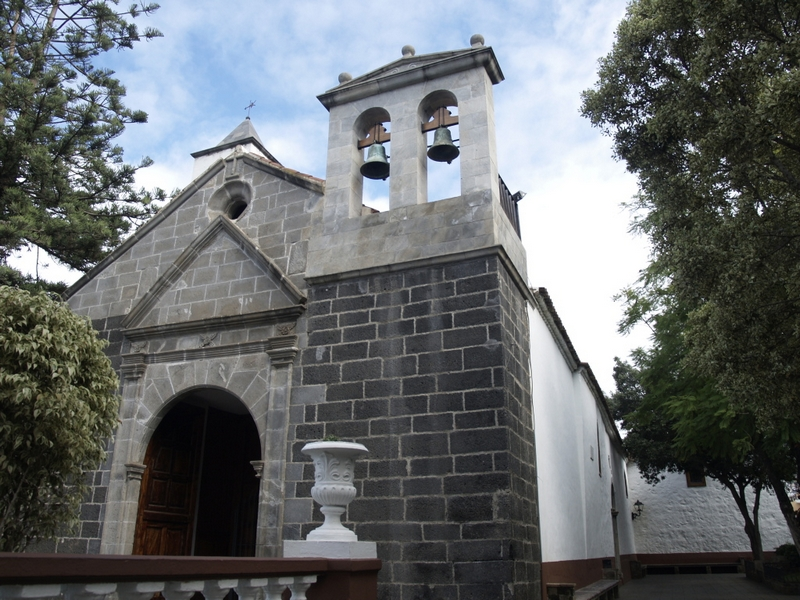
教堂
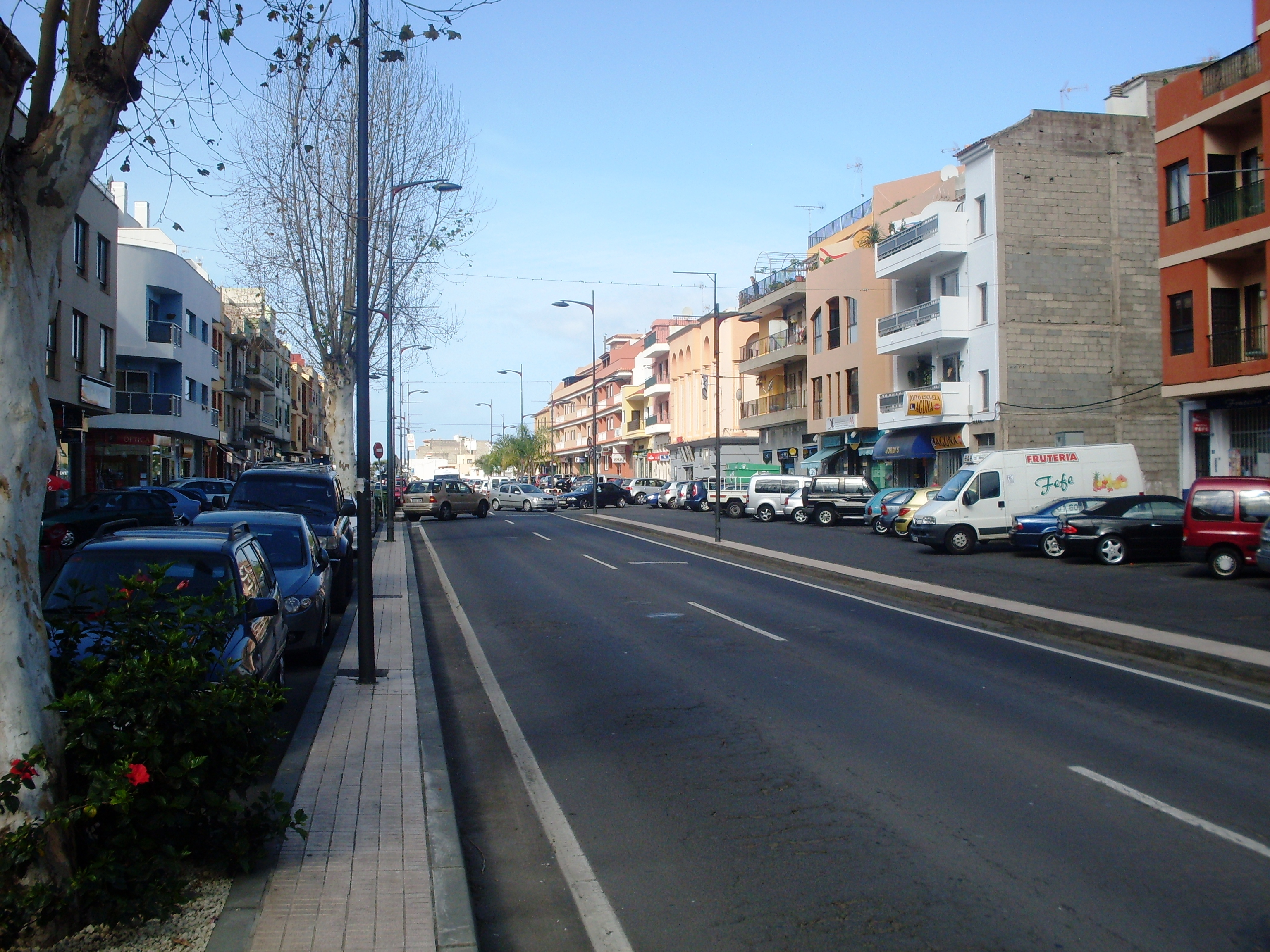